# ساله ماراسینو
ساله ماراسینو (به ایتالیایی: Sale Marasino) یک کومونه در ایتالیا است که در استان برشا واقع شده‌است. ساله ماراسینو ۱۶ کیلومتر مربع مساحت و ۱٬۶۵۶ نفر جمعیت دارد.